# Gran Canaria Arena
La Gran Canaria Arena è un'arena coperta di Las Palmas de Gran Canaria, in Spagna. La costruzione dell'edificio è partita nel settembre 2011; l'inaugurazione è avvenuta il 15 marzo 2014. L'impianto ospita gli incontri casalinghi del Club Baloncesto Gran Canaria e resta a disposizione della città di Las Palmas per eventi culturali.

## Storia
L'arena è stata costruita in previsione dei Mondiali di pallacanestro 2014 per i quali è stata sede degli incontri della fase di qualificazione del gruppo D. Vi si è inoltre disputata la Copa del Rey 2015.
Il primo nome pensato per l'impianto era "Palacio Multiusos de Gran Canaria", ma nell'agosto 2013 è stata approvata la denominazione "Gran Canaria Arena".